# Székelybánja vár
A Székelybánja vár az erdélyi Lécfalvától (Leţ) délre 1,5 km-re található Várhegy település melletti 550 m magas Várhegy-dombon épült 1562-ben János Zsigmond fejedelem parancsára, aki így akarta féken tartani az ellene felkelő székelyeket. A vár neve a székelyudvarhelyi Székelytámadt vár nevével együtt értelmezhető. 
Amikor Mihai Viteazul havasalföldi vajda 1599-ben Erdélybe betört, a székelyek ahhoz kötötték támogatásukat, hogy visszakapják régi szabadságjogaikat, és lerombolhatják az említett 2 várat. Ez meg is történt.
A Székelybánja vár később nem épült újjá. A XVII. században Nemes János a romok felhasználásával a vár északi falához illeszkedve udvarházat építtetett, de ezt is elbontották a XIX. században, és köveit a közeli szeszgyár építésekor használták fel.
A Várhegy terephez viszonyított magassága 20 m. A négyzetes alakú, olaszbástyás várat ma is jól látható 22 m széles és 5 m mély árok övezte. A bástyák helye ma is jól látható, a falak ma már nem láthatók.

## Külső hivatkozások
- Orbán Balázs leírása itt olvasható
- További részletek (alaprajz és fényképek) a Várak.hu honlapon találhatóak.